# 골드키위

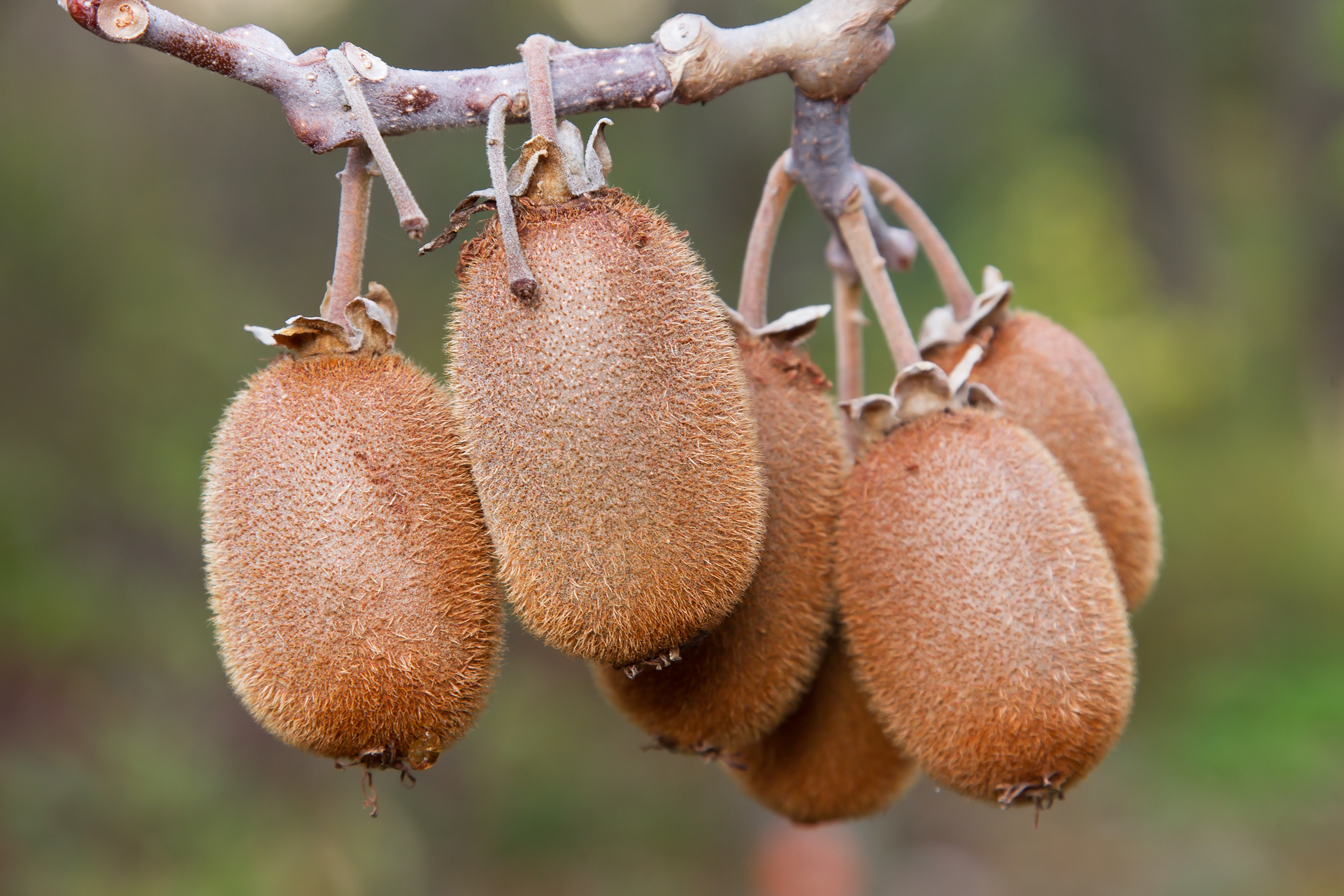

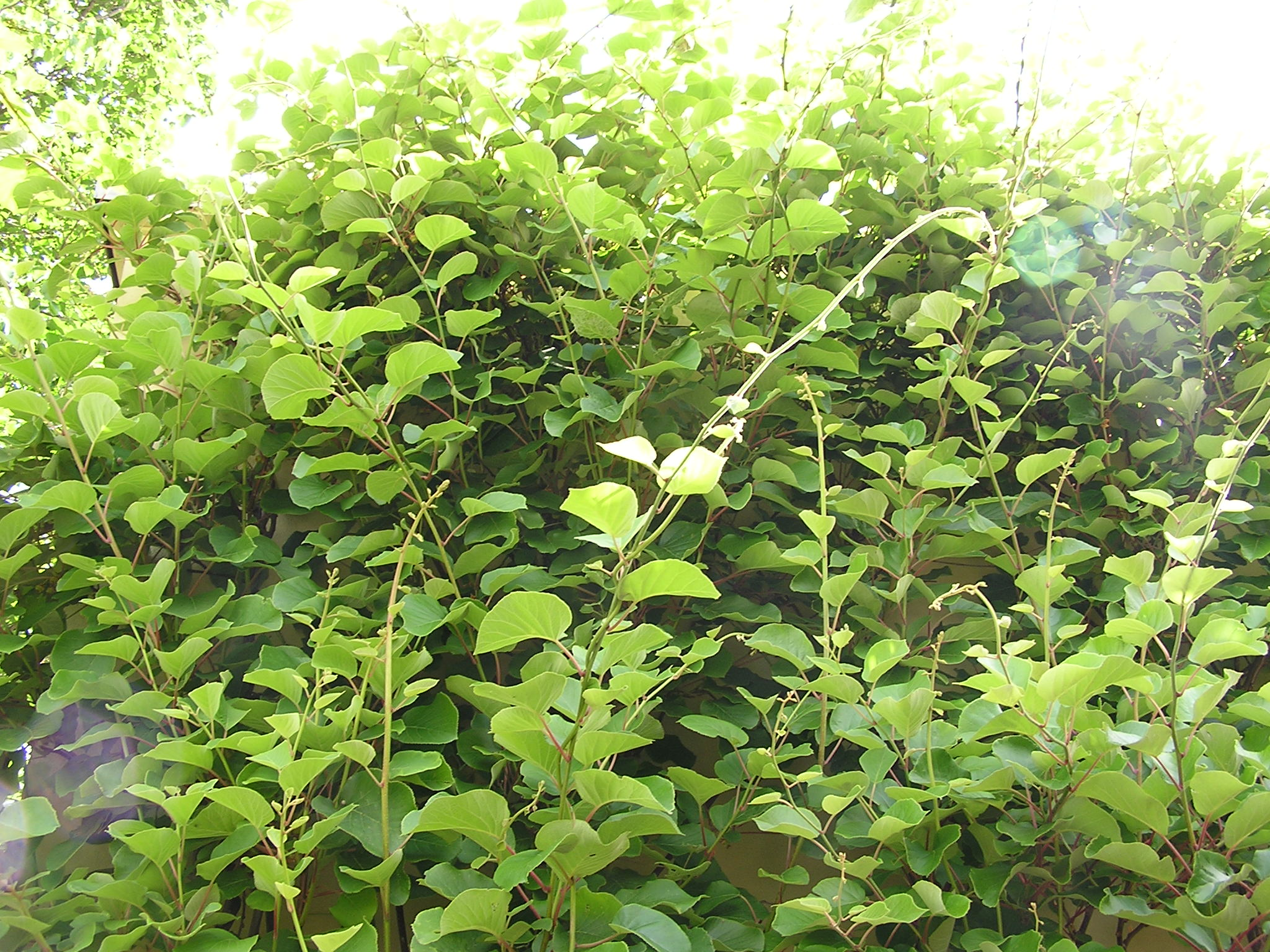

골드키위(Actinidia chinensis)는 키위 종의 하니이다. 중국이 원산지인 열매를 맺는 포도나무이다. 다래속에 속하는 약 40종의 관련종 중 하나이며, 가장 흔한 상업용 키위의 원천인 키위 (종)(액티니디아 델리시오사, Actinidia deliciosa)와 밀접한 관련이 있다. 열매의 색깔은 품종에 따라 녹색에서 연두색, 금색까지 다양하다.

## 설명
매끄럽고 청동색 피부를 갖고 있으며 줄기 부착 부분에 부리 모양이 있다. 살색은 밝은 녹색에서 투명하고 강렬한 노란색까지 다양하다. 이 종은 일부 아열대 과일과 유사한 종 A. deliciosa에 비해 맛이 더 달콤하고 향이 더 좋다. 가장 매력적인 품종 중 하나는 과일 중앙에 빨간색 '붓꽃'이 있고 바깥쪽에는 노란색 과육이 있다. 노란색 과일은 시장 가격이 더 높으며 퍼지 키위보다 털이 적고 껍질을 벗기지 않고 섭취하기에 더 맛있다. 엔자레드(EnzaRed)로 특허를 받은 빨간 고리 키위의 상업적으로 이용 가능한 품종은 중국 홍양 품종의 품종이다.
'Hort16A'는 처음에는 제스프리 골드(Zespri Gold)로, 그 다음에는 썬골드(SunGold)로 전 세계적으로 판매되는 골든 키위 품종이다. 이 품종은 PSA 박테리아로 인해 2010년 말부터 2013년까지 뉴질랜드에서 상당한 손실을 입었다. 골든 키위의 새로운 품종인 'Zesy002'는 질병 저항성이 더 높은 것으로 밝혀졌으며 대부분의 재배자들은 이 품종으로 변경했으며, 전 세계 수요는 2019년까지 계속된다.